# Pinta (enfermedad)
La pinta, también conocida como enfermedad azul, carate, empeines, lota, mal de pinto y tina, es una enfermedad tropical infecciosa que afecta la piel y es causada por la bacteria Treponema carateum. La enfermedad es transmitida directamente o por contacto no-sexual. La Pinta tiene tres etapas progresivas, caracterizadas por lesiones y despigmentación de la piel. No afecta a otros órganos. Las áreas de la piel expuestas, como la cara y las extremidades, son a menudo las más afectadas.
La pinta es una treponematosis, una enfermedad infecciosa causada por una treponema. Las treponemas son un género de bacterias de forma espiral (Spirochaetes) que causan varias enfermedades infecciosas como: bejel, framboesia y sífilis.

## Epidemiología
La pinta es una enfermedad muy antigua, exclusiva de América. Alguna vez fue muy prevalente en las regiones semiáridas de Brasil, Colombia, Cuba, México, Venezuela y, en menor medida,  otras islas del Caribe y regiones de Sudamérica, sin embargo, en la actualidad solo se conoce su existencia en áreas muy circunscritas en Sudamérica y Panamá, principalmente en áreas rurales y alejadas y entre comunidades indígenas. Y en Costa Rica en casos aislados

## Cuadro clínico
Se cree que la pinta se transmite mediante el contacto repetido con una lesión de la piel de un afectado. Luego de un período de incubación de 2 a 3 semanas, aparece una pequeña placa o pápula, casi siempre en alguna parte expuesta, como las manos o la cara. Esta placa crece lentamente, para formar una lesión endurecida e hiperpigmentada, con crecimiento de los ganglios linfáticos locales. Luego esta lesión decolora, quedando de un color gris o azulado, y después puede curar dejando un área levemente hipopigmentada, o persistir.
Luego de tres a nueve meses, aparecen numerosas lesiones secundarias, llamadas píntidas, que también pueden crecer y juntarse hasta tener diámetros de 7 a 25 mm. Estas placas pueden ser tanto hipo como hiperpigmentadas, o provocar descamación, y se tornan de un tono azul pizarra con el tiempo.
La etapa tardía de la enfermedad, se manifiesta años después de la lesión inicial, y se caracteriza por cambios en la piel, como atrofia, despigmentación e hiperqueratosis. Estas lesiones, a diferencia de las anteriores, no tienen treponemas en su interior. A diferencia de las demás treponematosis, la pinta no genera daño a otros órganos diferentes de la piel. 

## Tratamiento
De manera ancestral en Colombia se ha utilizado la tintura de Mangifera indica como tratamiento cosmético. El tratamiento de elección de la pinta, al igual que con las demás treponematosis, es una inyección intramuscular de penicilina benzatina. Se ha demostrado la utilidad de una dosis oral de azitromicina en el tratamiento del pian o frambesia, y también podría ser útil en el tratamiento de la pinta, dada las similitudes entre estas enfermedades.